# Yassine Jebbour
Yassine Jebbour (* 24. ledna 1991, Poitiers, Francie) je ve Francii narozený marocký fotbalový obránce a reprezentant, který v současné době hraje v klubu Stade Rennes.

## Klubová kariéra
Jebbour začínal s fotbalem ve Francii v mládežnických týmech Paris Saint-Germain, poté strávil tři roky ve fotbalové akademii INF Clairefontaine. O roku 2007 hraje za Stade Rennes, v jehož dresu vstoupil do profesionálního fotbalu.
Od ledna do června 2013 byl na hostování v AS Nancy.

## Reprezentační kariéra
Byl členem marockého týmu U23, který na Letních olympijských hrách 2012 v Londýně obsadil nepostupové třetí místo v základní skupině D.
V seniorské reprezentaci Maroka mu dal poprvé příležitost reprezentační trenér Rachid Taoussi, debutoval 8. června 2013 v domácím kvalifikačním utkání s Tanzanií. Nastoupil v základní sestavě, ale již ve 33. minutě střídal. Zápas skončil vítězstvím Maroka 2:1.